# Antoine de Chalon
Antoine de Chalon, mort le 8 mai 1500, est un prélat français du XVe siècle. Il fait partie de la maison de Chalon-Arlay.

## Biographie
Antoine de Chalon-Vitteaux est un fils cadet de Jean de Chalon-Vitteaux et de Jeanne de La Trémoïlle-Joigny. Il est doyen d'Autun  et à partir de 1483 évêque d'Autun.
Charles de Bourbon, cardinal-évêque de Mâcon, contredit cette élection. Il se pourvoit en cour de Rome, en vertu de la résignation en sa faveur, faite par Jean Rolin, mais l'élection faite par le chapitre est maintenue.